# Theope pedias
Theope pedias is een vlindersoort uit de familie van de prachtvlinders (Riodinidae), onderfamilie Riodininae.
Theope pedias werd in 1853 beschreven door Herrich-Schäffer.